# Rajon Dschajyl
Der Rajon Dschajyl (kirgisisch Жайыл району; bis 1993: Rajon Kalinin) ist ein Rajon der Oblast Tschüi im Norden Kirgisistans mit 114.852 Einwohnern. (Stand 2022) Der Verwaltungssitz liegt in Karabalta. Neben dem Hauptgebiet gibt es im Suusamyr-Tal eine Exklave.

## Landgemeinden
Insgesamt umfasst der Rajon Dschajyl 1 Stadt und 36 Siedlungen in 12 Landgemeinden (ajyl okmutu).
- Stadt Karabalta
- Ak-Baschat
- Dschajyl
- Kara-Suu
- Krasnowostotschny
- Kysyl-Dyjkan
- Poltawka
- Sarybulak
- Sarykoo
- Sosnowka
- Stepnoje
- Suussamyr
- Taldybulak